# Benedykt Kołłątaj
Benedykt Kołłątaj – porucznik Korpusu Artylerii Litewskiej, uczestnik wojny polsko-rosyjskiej 1792, odznaczony Krzyżem Kawalerskim Orderu Virtuti Militari.
Pochodził z Wołkowyskiego.